# Unión Tranviarios Automotor
La Unión Tranviarios Automotor (UTA), es un sindicato de primer grado que agrupa a los trabajadores de la rama del transporte colectivo (buses, tranvías, trolebúses) de pasajeros en la Argentina. Fundada en 1919, en 1925 fue uno de los primeros sindicatos en organizarse por rama de industria en la Argentina. Integra el grupo de sindicatos estratégicos del movimiento obrero argentino. Integra la Confederación General del Trabajo (CGT) y, dentro de ella, en la década de 1990, junto a otros sindicatos fundó el Movimiento de los Trabajadores Argentinos (MTA), que adoptó una postura crítica frente al neoliberalismo. Está afiliada a la Federación Internacional del Transporte. El sindicato gestiona la Obra Social de Conductores de Transporte Colectivo de Pasajeros (OSCTCP), entidad encargada del servicio de salud de los trabajadores del sector y sus familias.

## Historia
La UTA fue fundada en 1919, durante la presidencia del radical Hipólito Yrigoyen, el primer gobierno democrático que tuvo la Argentina, durante el cual el sindicalismo tuvo una gran expansión. En 1925, la UTA fue uno de los primeros sindicatos en adoptar el modelo centralizado de "unión" (sindicato de primer grado nacional por rama), que había creado la Unión Ferroviaria en 1922 y que será una de las bases del modelo sindical argentino instalado en el período 1930–1945.
Algunos de sus dirigentes históricos fueron Ramón Seijas, que fue secretario general de la CGT en 1944–1955; Hipólito Atilio López, que fue uno de los líderes de Cordobazo, vicegobernador de Córdoba (1973–1974) y fue asesinado por la Alianza Anticomunista Argentina en 1974; y Juan Manuel Palacios, fundador del MTA.

### Décadas de 1970 y 1980
La UTA representó a los trabajadores de las empresas La Veloz del Norte y Atahualpa protagonizando numerosos conflictos en la década de 1970.
En enero de 1973, la UTA realizó una serie de paros generales con fuerte adhesión. Exigían mejoras salariales y sociales. Junto a ellos pedían un llamado a elecciones libres que se concretaría finalmente a mediados de ese año
En junio de 1973, con motivo del regreso de Juan Domingo Perón a Argentina, los militantes querían viajar a Buenos Aires. La Juventud Peronista tomó el Ferrocarril General Belgrano. Entonces, los trabajadores de La Veloz del Norte usaron los buses de la empresa con el objetivo de llegar a la capital federal.
El 17 de septiembre de 1974, la Comisión Nacional de la UTA declaró un cese de actividades por el asesinato de Hipólito Atilio López, ex secretario general de la UTA. En ese tiempo, la UTA denunció que La Veloz del Norte y Atahualpa rehusaban negociar con el sindicato. La primera empresa, en particular, no asistía a las instancias conciliatorias ante el Ministerio de Trabajo de la Nación. El 10 de enero de 1975, se lograron acuerdos para reincorporar a seis obreros que habían sido despedidos.
El 3 de diciembre de 1975, la UTA levantó un paro impuesto en la Atahualpa tras un acuerdo con el Ministerio. Pero mantuvo un paro sobre La Veloz del Norte. Los conflictos continuaron durante diciembre de 1975 y enero de 1976. El 2 de marzo de 1976, la UTA declaró el estado de alerta en todas las provincias del NOA .

#### Dictadura cívico militar de 1976
El 24 de marzo de 1976, día del golpe de Estado que inició la dictadura denominada «Proceso de Reorganización Nacional», comenzaron las detenciones de los trabajadores agremiados a la UTA. El secretario general de la UTA Carlos Hoyos fue víctima de desaparición forzada; permaneció detenido durante ocho meses en la cárcel de Villas Las Rosas.
El 29 de marzo de 1976 la seccional Salta declaró paro por tiempo indeterminado exigiendo mejoras salariales. El Ministerio de Trabajo declaró ilegal esta medida de fuerza, por lo que la seccional levantó el paro. Sin embargo, la seccional anunció un plan de lucha desechando la colaboración empresarial.
Las empresas mantenían una persecución contra sus empleados practicando medidas punitivas, tales como cambios de línea, trabajo a reglamento, entre otros. Un ejemplo es el delegado Víctor Manuel Cobos, quien sufría estas prácticas.
El 27 de enero de 1977 el propietario de La Veloz del Norte Marcos Levín denunció ante la Policía de Salta a sus empleados. Los policías en conjunto con la gendarmería nacional ejecutaron inmediatamente un operativo que capturó a los trabajadores alojándoles en la Comisaría 4ª de Salta. Allí al menos 14 empleados fueron víctimas de maltrato y torturas. Fueron obligados a firmar un documento previamente escrito donde confesaban su supuesto delito. Posteriormente, algunos obtuvieron la libertad mientras que otros permanecieron Villa Las Rosas hasta su liberación.Una investigación judicial determinó que la dirección de la empresa promovió el terrorismo de Estado en perjuicio de sus propios trabajadores. La Veloz del Norte facilitó a las fuerzas armadas  vehículos particulares y de la empresa, y galpones, para la captura de las víctimas y la desaparición forzada de las mismas. En 2016, el Tribunal Oral Federal de Salta condenó al empresario  Marcos Levín a 12 años de prisión por la comisión de delitos de lesa humanidad por el asesinato y desaparición de trabajadores. Esta fue la primera condena por este tipo de delitos impuesta a un empresario civil.
En 1985, la justicia declaró prescrita la causa sobreseyendo a los trabajadores acusados por la empresa.